# Estación de Manzanares
Manzanares es una estación de ferrocarril situada en el municipio español de Manzanares en la provincia de Ciudad Real, comunidad autónoma de Castilla-La Mancha. Dispone de servicios de larga y media distancia operados por Renfe. Las instalaciones también cumplen funciones logísticas, destinadas para los servicios de mercancías. La estación históricamente ha tenido una cierta importancia dentro de la red ferroviaria española puesto que constituye un nudo ferroviario. En consecuencia, esto se ha traducido en la existencia de un activo tráfico ferroviario entre la Meseta, Extremadura y Andalucía. La estación registró en 2020 un tráfico de 33 938 en los servicios de media distancia y de 4 190 en los de largo recorrido, sumando un total de 38 128 usuarios.

## Situación ferroviaria
La estación, que se encuentra a 656,56 metros de altitud, forma parte de los trazados de las siguientes líneas férreas:
- Línea férrea de ancho ibérico Alcázar de San Juan-Cádiz, punto kilométrico 197,3.[4]
- Línea férrea de ancho ibérico Manzanares-Ciudad Real, punto kilométrico 197,3.[4]

Ambos tramos son de ancho ibérico y están electrificados; en el primer caso sobre vía doble y en el segundo sobre vía única.

## Historia
El ferrocarril llegó a Manzanares el 1 de julio de 1860 con la puesta en funcionamiento del tramo Alcázar de San Juan-Manzanares de la línea que buscaba unir la primera con Ciudad Real. Las obras corrieron a cargo de la compañía MZA, que logró poner en servicio la línea en marzo de 1861. Poco después, el 21 de abril de 1862 entró en funcionamiento otro tramo, esta vez hacia el sur ―entre Manzanares y Santa Cruz de Mudela― de una nueva línea férrea cuyo destino final era Córdoba. Debido a ello, la estación de Manzanares se convirtió en un importante nudo ferroviario que disponía de conexiones con la Meseta, Extremadura y Andalucía.
En 1941, tras la nacionalización de los ferrocarriles de ancho ibérico, las instalaciones pasaron a integrarse en la red de la recién creada RENFE. El 30 de septiembre de 1960 llegó la electrificación a la estación, al completarse el tramo Alcázar de San Juan-Santa Cruz de Mudela. No obstante la electrificación hasta Madrid no llegaría hasta 1963. La apertura en 1992 del Nuevo Acceso Ferroviario a Andalucía supuso el desvío de una importante cantidad de tráfico por el nuevo trazado y la pérdida de importancia para la estación.
Desde enero de 2005 la empresa Renfe Operadora explota la línea mientras que Adif es la titular de las instalaciones ferroviarias.
Se ha autorizado la licitación del contrato para actuaciones complementarias en el tramo Alcázar de San Juan-Manzanares (Ciudad Real), de la línea Madrid-Alcázar de San Juan-Jaén, por importe de 49 915 023 €. El objetivo de las obras en la plataforma, vía, estaciones y electrificación en estos 13,7 kilómetros es elevar la velocidad en este tramo hasta los 200-220 km/h, frente a la actual de 140- 160 km/h.

## La estación

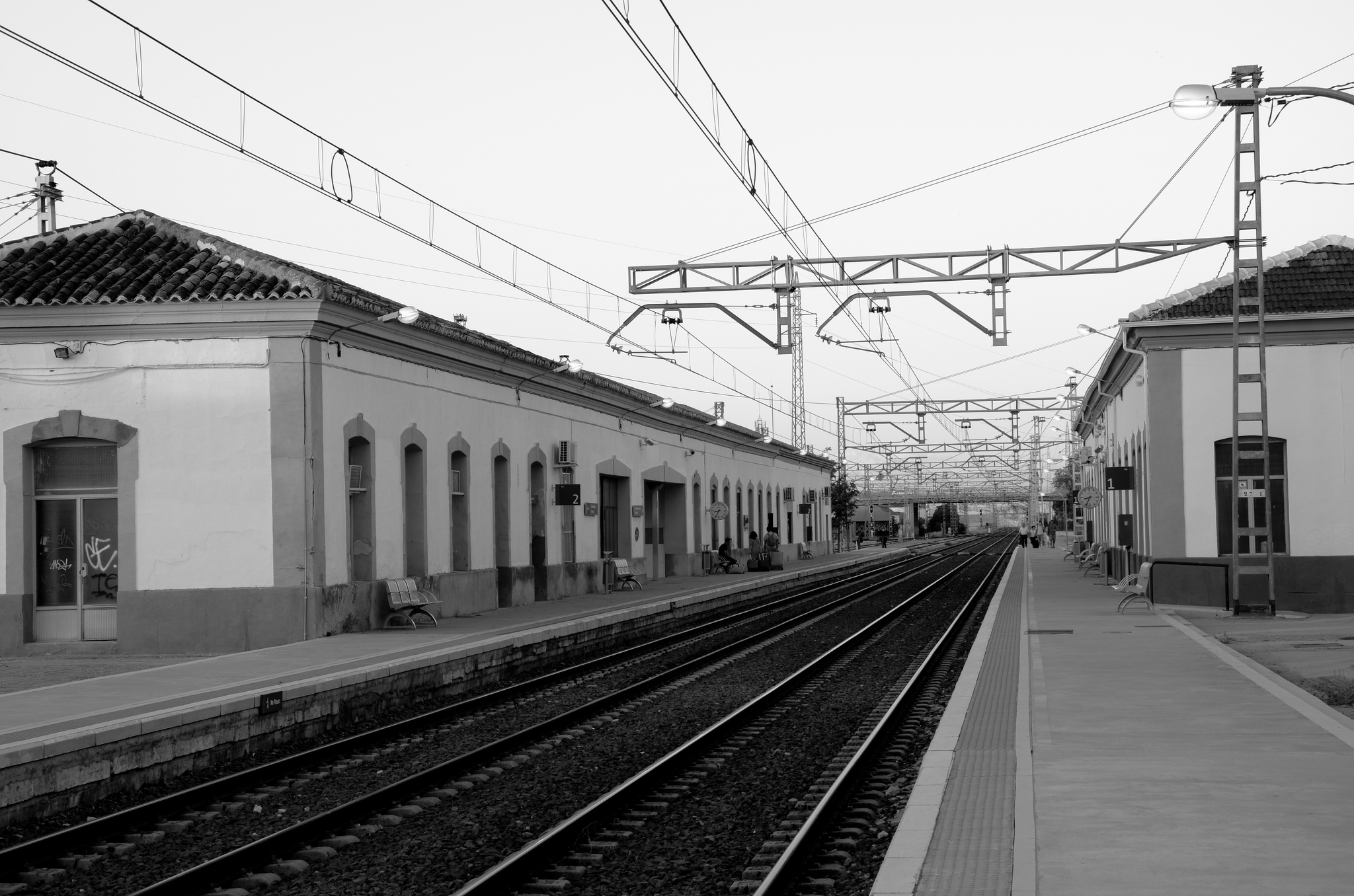
Vista general de los andenes de la estación, en agosto de 2012.

Manzanares, con un pabellón de acceso enfrentado a otro en isla, luce sendos edificios de una sola planta, alargados, con recercado azul de ventanas, puertas y esquinas en contraste con el blanco dominante.
Este rasgo colorista se repite en otras estaciones provinciales como Daimiel, Almagro, Valdepeñas y Almuradiel-Viso del Marqués. Desde el 1 de enero de 2020 está sin servicio la venta de billetes en taquilla, siendo necesario solicitarlos al Interventor en Ruta, Internet o en la máquina expendedora instalada al efecto.

## Servicios ferroviarios

### Larga Distancia
Los trenes de Grandes Líneas que se detienen en la estación unen Barcelona y Valencia con Sevilla. 

### Media Distancia
Los servicios de Media Distancia de Renfe tienen como principales destinos, Madrid, Ciudad Real, Alcázar de San Juan, Alicante, Valencia y Badajoz.